# Julián Leal
Pour les articles homonymes, voir Leal.
Julián Leal, né le 11 mai 1990 à Bucaramanga, est un pilote automobile originaire de Colombie, mais il participe actuellement avec une licence italienne, et ce depuis son engagement en GP2 Series.

## Biographie

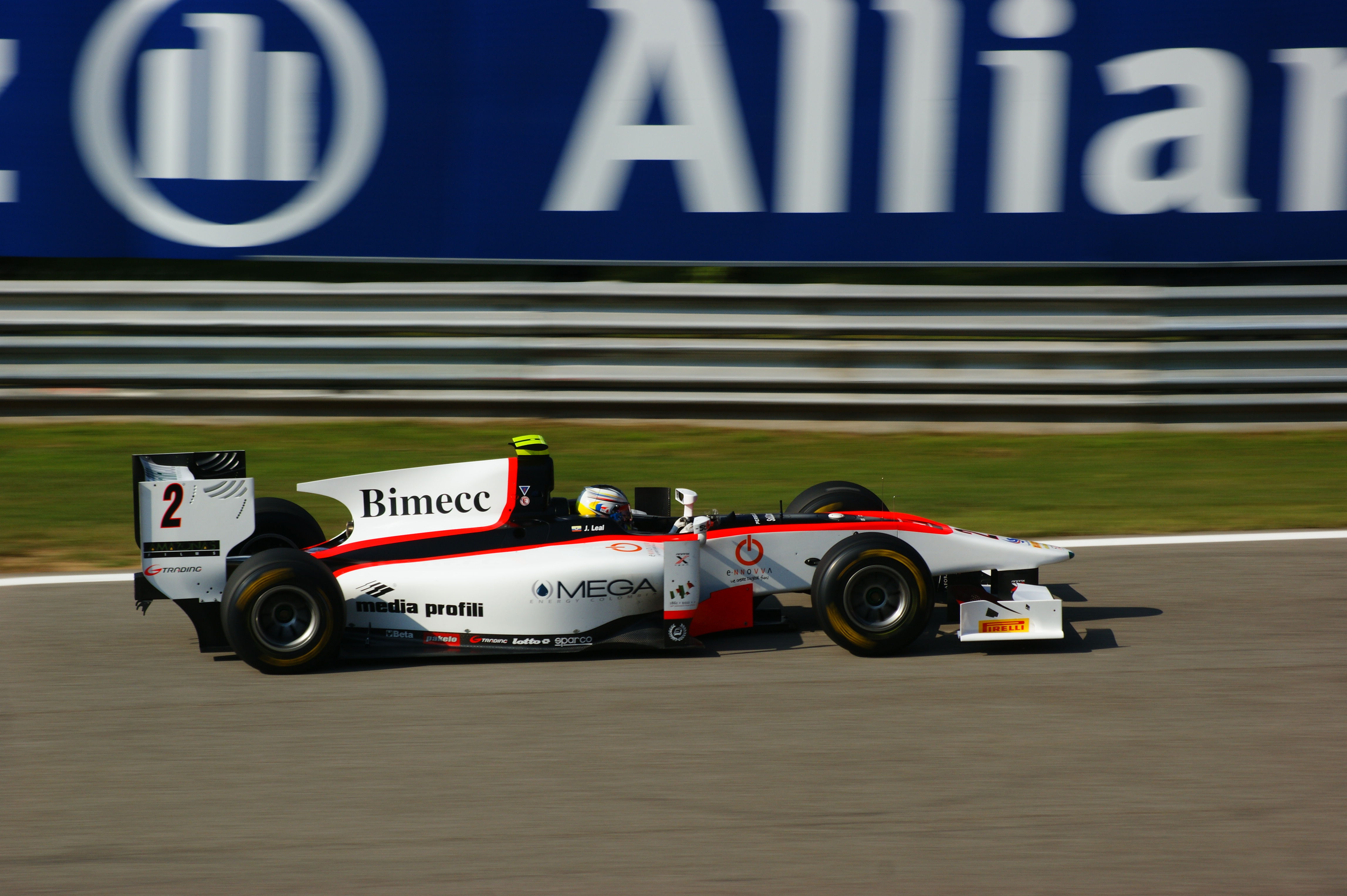
Julián Leal en Formule Renault 3.5 Series en 2011 à Monza.

Julián Leal commence sa carrière en 2006 en Formule Renault 2.0 PanamGP, le championnat sud-américain de la marque au losange, montant deux fois sur le podium en sept courses pour terminer neuvième au classement général. Il effectuera également une pige dans cette discipline l'année suivante à Tocancipá, marquée par une quatrième place et un abandon.
Entretemps, il signe chez Durango en Euroseries 3000. Auteur d'un début de saison difficile, ne rentrant qu'à deux reprises dans les huit premiers lors de la première moitié de la saison, il rentre régulièrement dans les points en fin d'année et se hisse au dixième rang du classement final. Également engagé dans le championnat d'Italie de Formule 3000, jumelée avec l'Euroseries 3000, ses résultats sont basés sur ceux comptés en Euroseries 3000. Les épreuves concernés sont les manches italiennes et la manche de Valencia. Il est donc classé onzième.
Pour 2008, Leal rempile chez Durango en Euroseries 3000. Ayant acquis de l'expérience l'année précédente, il parvient à s'immiscer sur le podium à quatre reprises, dont deux deuxième places pour meilleur résultat. Il finit en sixième position du classement final. Toujours présent en Formule 3000 italienne, il obtient ses meilleurs résultats de la saison lors des épreuves comptant également pour le championnat italien. Malgré une saison vierge de victoire, il subtilise le titre de champion d'Italie de F3000 au détriment de Fabio Onidi et Nicolas Prost, champion de l'Euroseries 3000, les devançant d'un point.
En guise de récompense, fin 2008, Leal prend part aux essais hivernaux de la Formule Renault 3.5 Series au Paul Ricard et à Valencia, respectivement chez Draco Racing et Prema Powerteam. En décembre 2008, Leal signe avec ce dernier pour la saison 2009. Pour s'acclimater au championnat et à la monoplace, Prema Powerteam laisse une saison d'apprentissage pour Leal. Malgré un podium au Hungaroring, il se retrouve englué dans le peloton durant le reste de la saison (sa deuxième meilleure performance fut une 14e place) et finit vingtième au classement.
En fin de saison, Leal réalise de nouveaux essais hivernaux avec Prema Powerteam et Mofaz Racing, mais intègre finalement le Draco Racing pour la saison 2010, rejoignant Nathanaël Berthon. Constamment dominé par son coéquipier, il ne termine qu'à trois reprises dans les points en dix-sept tentatives. Ironie du sort, il termine une nouvelle fois en vingtième position.
Leal revient aux sources en prenant part parallèlement à l'Auto GP, ex-Euroseries 3000, chez Trident Racing. Il remporte la première manche de Navarre, après être parti de la pole position. Cette victoire lui permet de finir à une prometteuse neuvième place du championnat.
En janvier 2011, Leal est signé chez Rapax aux côtés de Fabio Leimer pour disputer la GP2 Asia Series. Mal au point lors des quatre manches instaurés au calendrier 2011 du championnat, il termine l'édition 2011 dans les profondeurs du classement, sans engranger de points. En dépit de la contre-performance asiatique, il rempile pour la série principale. Il ne parvient pourtant pas à tenir tête à Leimer, ne signant qu'une neuvième place pour meilleure performance, réalisée deux fois, à la porte des points. Ce zéro pointé provoque l'éviction de Leal avant l'épreuve hors-championnat disputée à Abou Dabi, mais trouve refuge chez son ancien employeur Trident Racing. S'élançant de la dix-huitième place, il passe le drapeau à damier en seizième position. Lors de la deuxième course, partant de sa place d'arrivée lors de la course inaugurale, il ne tient pas le rythme de ses prédécesseurs et doit se contenter de la vingt-et-unième place.
La saison suivante, il "redouble" dans l'antichambre de la Formule 1, toujours au sein du Trident Racing. Il termine quatre fois dans les points, mais n'inscrit que peu de points, tandis que son coéquipier Stéphane Richelmi grimpe sur le podium à Hockenheim. Avec neuf points dans l'escarcelle, il clot sa saison en vingt-et-unième position, pour la deuxième fois consécutive.

## Carrière
- 2006: 
  - Formula Renault 2.0 PanamGP (9e, deux podiums)
- 2007: 
  - Formula Renault 2.0 PanamGP (17e)
  - Euroseries 3000 (9e)
  - Championnat d'Italie de Formule 3000 (11e)
- 2008: 
  - Euroseries 3000 (6e, une pole position, quatre podiums)
  - Championnat d'Italie de Formule 3000 (Champion, une pole position, quatre podiums)
- 2009: 
  - Formule Renault 3.5 Series (20e, un podium)
- 2010:
  - Formule Renault 3.5 Series (20e)
  - Auto GP (9e, une victoire, une pole position)
- 2011: 
  - GP2 Series (27e)
  - GP2 Asia Series (26e)
  - GP2 Finale (22e)
- 2012: 
  - GP2 Series (21e)
- 2013: 
  - GP2 Series (12e, deux podiums)
- 2014: 
  - GP2 Series (10e, deux podiums)
- 2015: 
  - GP2 Series (14e)